# (37323) 2001 QY76
2001 QY76 (asteroide 37323) era um asteroide da cintura principal. Possuia uma excentricidade de 0.21636670 e uma inclinação de 3.66356º.
Este asteroide foi descoberto no dia 16 de agosto de 2001 por LINEAR em Socorro.